# 農河
農河（Nun River）常被視為尼日河的延續河段，尼日河於阿博下游32公里處分為農河及福卡多斯河，河流全段可通航，農河流經的區域人口稀少，於卡亞馬建有跨河橋梁，密布紅樹林沼澤及海岸沙脊，最終於阿卡薩注入幾內亞灣。

## 歷史
於19世紀時，以阿博為中心的伊博王國與居住於尼日河三角洲的伊爵人利用農河直接與歐洲人進行貿易，早期以奴隸貿易為主，而後成為棕櫚油輸出的重要通道，但至1900年因出海口泥沙淤積，農河的重要性逐漸被福卡多斯河取代，1963年在農河地區發現石油蘊藏，Trans-Niger油管於1965年完工，農河地區生產的石油則輸至Rumuekpe，由Trans-Niger油管將石油由Rumuekpe向東南方運輸；至21世紀初，因石油利益的衝突導致暴力事件增加。

## 外部連結
- UniMaps奈及利亞地圖